# 200 mètres aux championnats du monde d'athlétisme
Pour un article plus général, voir Championnats du monde d'athlétisme.
Le 200 mètres fait partie des épreuves inscrites au programme des premiers championnats du monde d'athlétisme, en 1983, à Helsinki. 
Le Jamaïcain Usain Bolt, vainqueur à quatre reprises, en 2009, 2011, 2013 et 2015, est l'athlète le plus titré dans cette épreuve. Avec trois titres, l'Américaine Allyson Felix, lauréate en 2005, 2007 et 2009, est l'athlète féminine la plus couronnée. 
Les records des championnats du monde sont actuellement détenus par Usain Bolt, qui établit un nouveau record du monde en 19 s 19 le 20 août 2009 en finale des mondiaux de Berlin, et par la Néerlandaise Dafne Schippers avec 21 s 66, réalisés le 28 août 2015 à Pékin.

## Éditions
| Années | 83 | 87 | 91 | 93 | 95 | 97 | 99 | 01 | 03 | 05 | 07 | 09 | 11 | 13 | 15 | 17 | 19 | 22 | 23 | Total |
| ------ | -- | -- | -- | -- | -- | -- | -- | -- | -- | -- | -- | -- | -- | -- | -- | -- | -- | -- | -- | ----- |
| Hommes | X  | X  | X  | X  | X  | X  | X  | X  | X  | X  | X  | X  | X  | X  | X  | X  | X  | X  | X  | 19    |
| Femmes | X  | X  | X  | X  | X  | X  | X  | X  | X  | X  | X  | X  | X  | X  | X  | X  | X  | X  | X  | 19    |

## Hommes

### Historique

#### 1983-1995

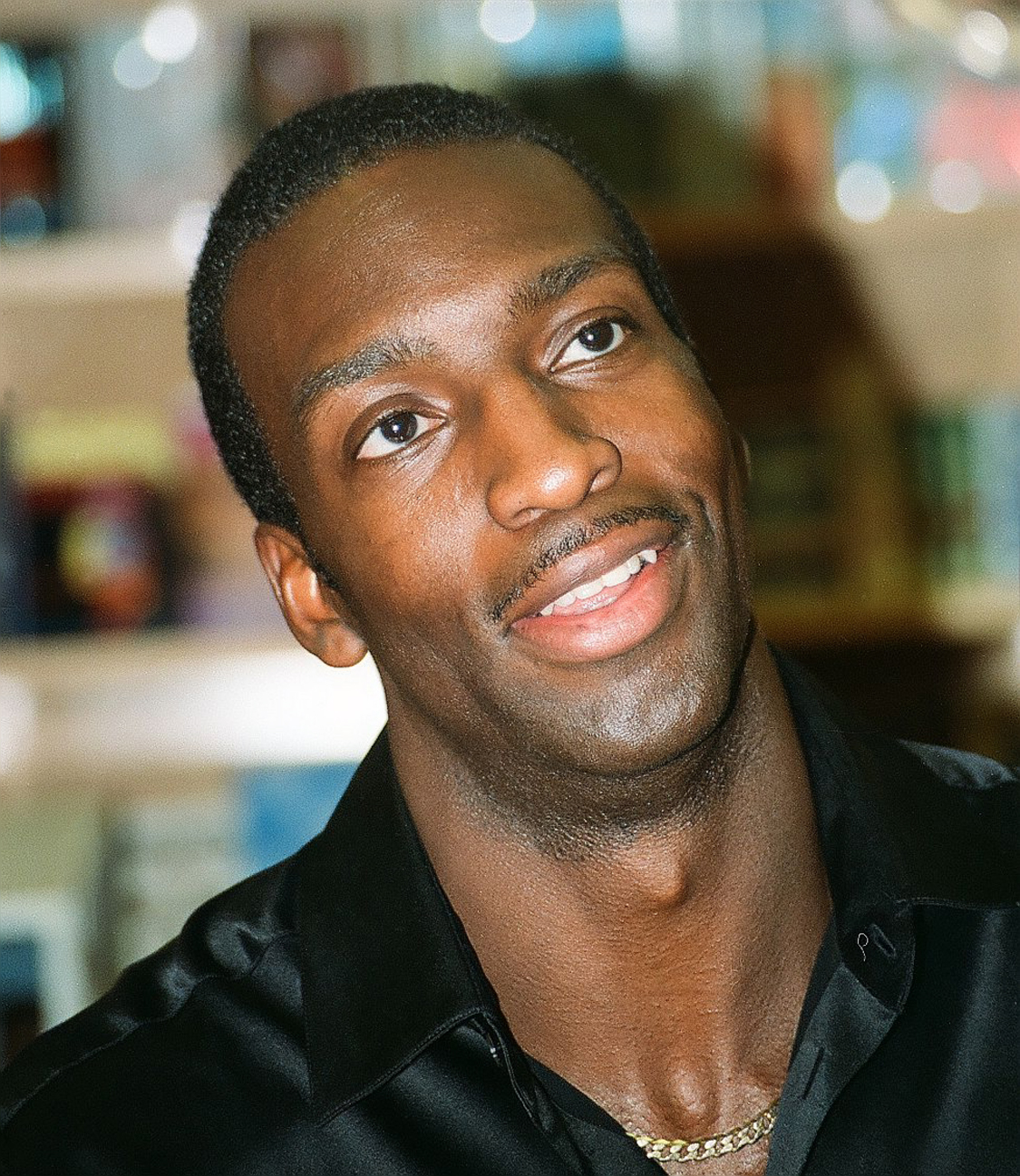
Michael Johnson, champion du monde du 200 m en 1991 et 1995.

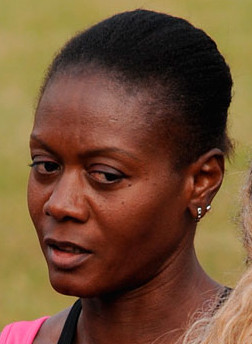
Merlene Ottey, championne du monde du 200 m en 1993 et 1995.

Lors des premiers championnats du monde d'athlétisme, en 1983 à Helsinki, l'Américain Carl Lewis décide de ne pas s'aligner dans l'épreuve du 200 m, malgré son temps de référence de 19 s 75 établi quelques semaines plus tôt lors des championnats des États-Unis. La victoire revient à son compatriote Calvin Smith, alors détenteur du record du monde du 100 m, qui s'impose en 20 s 14, devant l'autre américain Elliott Quow et l'Italien Pietro Mennea, alors détenteur du record du monde.
Calvin Smith conserve son titre quatre ans plus tard en 1987 aux mondiaux de Rome où il ne s'impose qu'au millième de seconde face au Français Gilles Quénéhervé (20 s 16) qui établit à cette occasion un nouveau record de France. Le Britannique John Regis complète le podium en 20 s 18
En 1991, au cours des championnats du monde de Tokyo, l'Américain Michael Johnson, invaincu tout au long de la saison, remporte la médaille d'or en 20 s 01 (record des championnats) malgré un vent contraire de 3,40 m/s. Le Namibien Frank Fredericks est médaillé d'argent en 20 s 34 et le Canadien Atlee Mahorn médaillé de bronze en 20 s 49.
Deux ans plus tard, aux championnats du monde 1993 à Stuttgart, et en l'absence de Michael Johnson, Frank Fredericks prend sa revanche en s'adjugeant le titre mondial en 19 s 85, signant un nouveau record des championnats ainsi qu'un nouveau record d'Afrique. Distancé aux 100 mètres par John Regis et Carl Lewis, le Namibien parvient à refaire son retard sur ses adversaires dans les 50 derniers mètres et l'emporter. John Regis se classe deuxième de la course en descendant pour la première fois de sa carrière sous les 20 secondes (19 s 94) alors que Carl Lewis complète le podium en 19 s 99.
Aux championnats du monde 1995, à Göteborg, Michael Johnson renoue avec la victoire en décrochant son deuxième mondial sur 200 m après Tokyo 1991. Il s'impose dans le temps de 19 s 79, échouant à 7/100e de seconde seulement du record du monde de Pietro Mennea, et devance Frankie Fredericks (20 s 12) et l'autre américain Jeff Williams (20 s 18).

#### 1997-2005

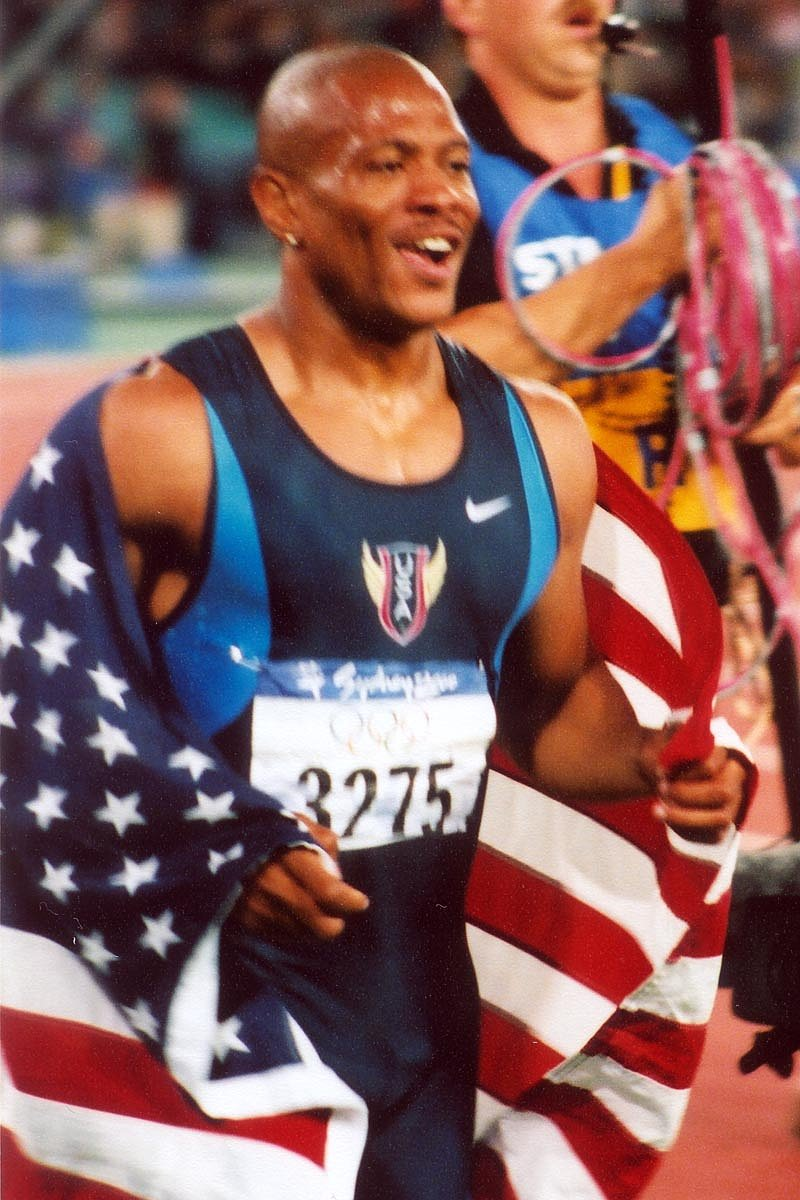
Maurice Greene, champion du monde du 200 m en 1999.

En l'absence de Michael Johnson, détenteur du record du monde du 200 m depuis la finale des Jeux olympiques de 1996 à Atlanta (19 s 32) qui décide de ne s'aligner que sur 400 m, la finale des championnats du monde 1997 est remportée par le Trinidadien Ato Boldon en 20 s 04, devant Frank Fredericks (20 s 23) qui décroche à cette occasion la quatrième médaille consécutive dans cette épreuve (une médaille d'or et trois médailles d'argent). Le Brésilien Claudinei da Silva se classe troisième de l'épreuve.
Après son titre obtenu quelques jours plus tôt sur 100 m, l'Américain Maurice Greene remporte l'épreuve du 200 m lors des championnats du monde 1999, à Séville, Il réalise son meilleur chronomètre de l'année en 19 s 90 et devance sur le podium Claudinei da Silva, médaillé de bronze deux ans plus tôt, et le Nigérian Francis Obikwelu. Pourtant qualifié pour la finale, Frank Fredericks ne prend pas le départ de la course.
Aux championnats du monde 2001, à Edmonton, la victoire revient au Grec Konstantínos Kentéris dans le temps de 20 s 01, devant le Jamaïcain Christopher Williams (20 s 20) et le Kim Collins (20 s 20 également) qui établit un nouveau record de Saint-Christophe-et-Niévès.
Lors des championnats du monde de 2003, à Saint-Denis, l'Américain John Capel remporte son premier grand titre international en s'imposant dans le temps de 20 s 30, devançant d'un centième de seconde seulement son compatriote Darvis Patton (20 s 31) et  le Japonais Shingo Suetsugu (20 s 38).
Déjà titré sur 100 m, l'Américain Justin Gatlin réalise le doublé lors des championnats du monde 2005, à Helsinki. Il remporte l'épreuve du 200 m en 20 s 04 et devance sur le podium ses compatriotes Wallace Spearmon (20 s 20) et John Capel (20 s 31).

#### 2007-2015

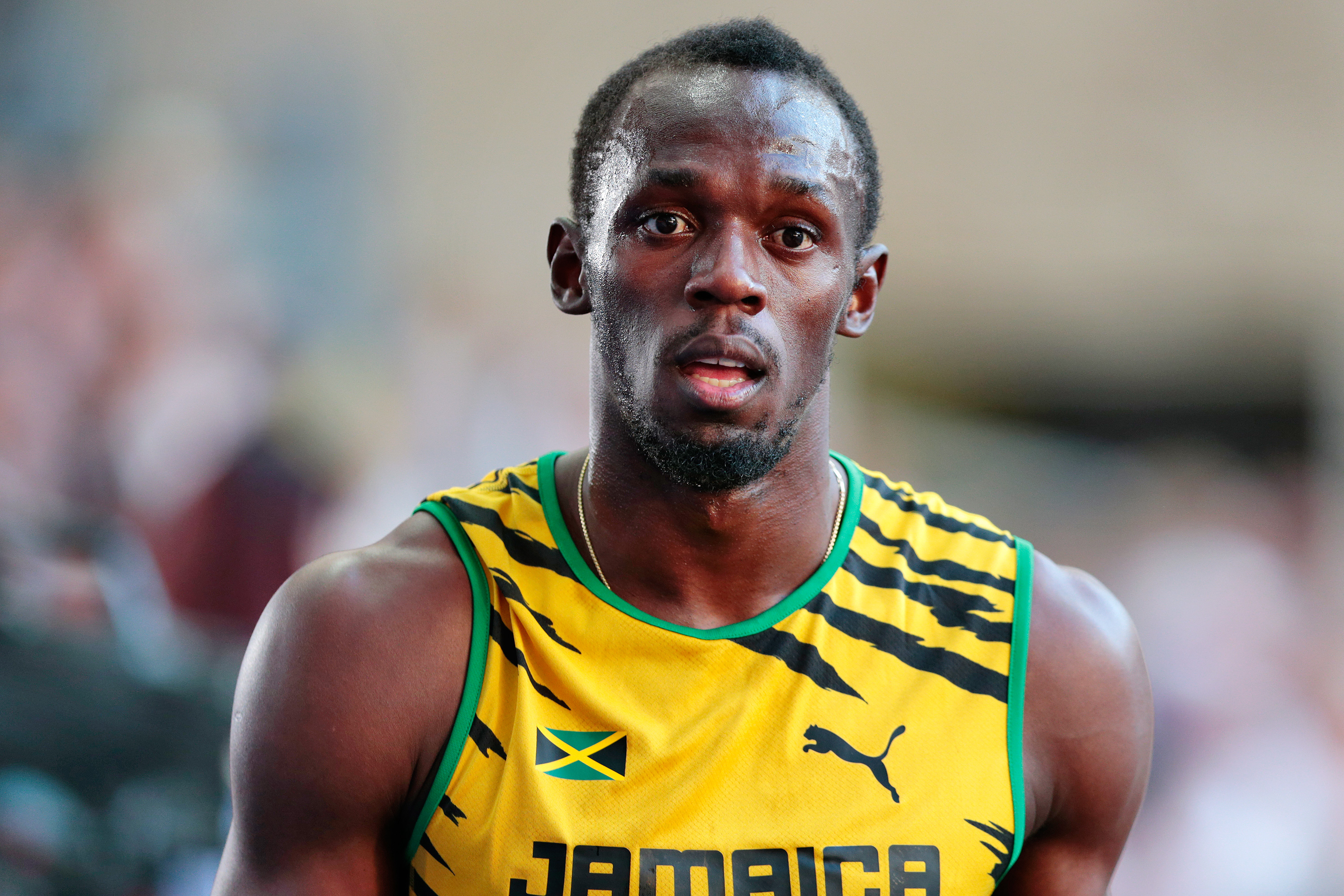
Usain Bolt remporte quatre titres mondiaux consécutifs sur 200 m de 2009 à 2015, ainsi qu'une médaille d'argent en 2007.

En 2007, en finale des championnats du monde d'Osaka, l'Américain Tyson Gay s'adjuge le titre mondial du 200 m après s'être imposé quelques jours plus tôt sur 100 m. Auteur de la meilleure performance mondiale de l'année et d'un nouveau record des championnats avec 19 s 76, il devance le Jamaïcain Usain Bolt, médaillé d'argent en 19 s 91 et Wallace Spearmon, médaillé de bronze en 20 s 05.
Lors des championnats du monde de 2009, à Berlin, la victoire revient à Usain Bolt, champion olympique en 2008, et médaillé d'argent sur la distance deux ans plus tôt, qui établit en finale un nouveau record du monde du 200 m en 19 s 19, laissant ses principaux concurrents, le Panaméen Alonso Edward (19 s 81) et l'Américain Wallace Spearmon (19 s 85) à plus de six dixièmes de seconde.
Disqualifié pour faux-départ dans l'épreuve du 100 m lors des championnats du monde 2011, à Daegu, Usain Bolt conserve son titre mondial du 200 m en 19 s 40 (+ 0,8 m/s), établissant le meilleur temps de l'année et la 4e meilleure performance de tous les temps. Il devance sur le podium l'Américain Walter Dix et le Français Christophe Lemaitre, qui descendent également sous les vingt secondes, respectivement en 19 s 70 et 19 s 80.
En 2013, lors des championnats du monde de Moscou, Usain Bolt s'adjuge son troisième titre mondial consécutif sur 200 m en établissant la meilleure performance mondiale de l'année en 19 s 66, devant son compatriote Warren Weir (19 s 79) et l'Américain Curtis Mitchell (20 s 04).
Usain Bolt remporte son quatrième titre mondial consécutif sur 200 m en s'imposant en finale des Mondiaux 2015, à Pékin, en 19 s 55, devant Justin Gatlin et le Sud-africain Anaso Jobodwana. Il signe la meilleure performance mondiale de l'année, ainsi que son meilleur temps sur la distance depuis sa victoire aux Jeux de Londres, en 2012.

#### Depuis 2017

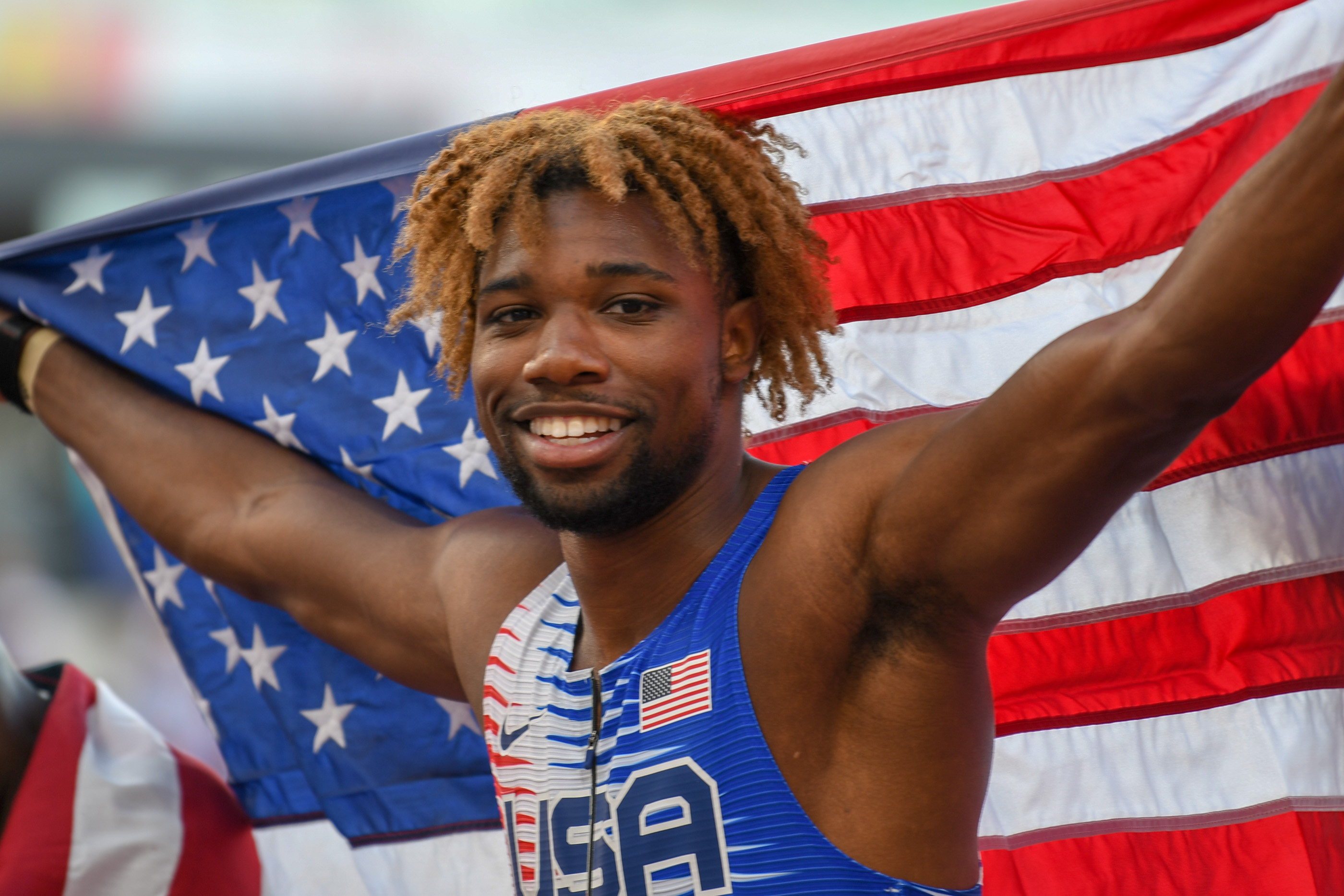
Noah Lyles, champion du monde du 200 m en 2019, 2022 et 2023.

Lors des championnats du monde 2017, à Londres, le Turc Ramil Guliyev déjoue les pronostics en remportant la finale du 200 m en 20 s 09, devant le Sud-Africain Wayde van Niekerk (20 s 11) et le Trinidadien Jereem Richards (20 s 11 également). Premier turc titré dans une épreuve de sprint, il est également le premier à succéder à Usain Bolt, vainqueur sans discontinuer depuis 2009.

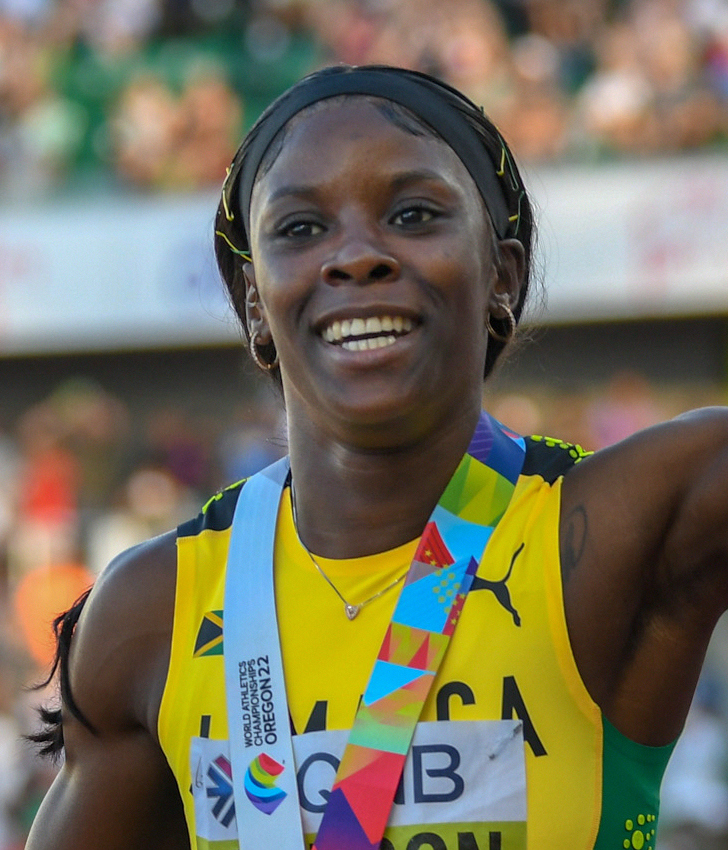
Shericka Jackson remporte les championnats du monde 2022.

Aux championnats du monde 2019 à Doha, la finale du 200 m est remportée par l'Américain Noah Lyles en 19 s 83, qui détenait la meilleure performance mondiale de l'année en 19 s 50 depuis le meeting de Lausanne en juillet. Il décroche sa première médaille d'or mondiale lors de sa première participation aux championnats du monde, et devance sur le podium le Canadien Andre De Grasse, deuxième en 19 s 95, et l'Équatorien Alex Quinonez, troisième en 19 s 98.
En l'absence du champion olympique en titre Andre De Grasse, blessé, Noah Lyles conserve son titre à l'occasion des championnats du monde 2022 à Eugene. Meilleur temps des séries (19 s 98) et meilleur temps des demi-finales (19 s 62), il s'impose en finale en 19 s 31 et devient le troisième performeur mondial de tous les temps — derrière Usain Bolt et Yohan Blake —, abaissant d'un centième de seconde le record des États-Unis détenu par Michael Johnson depuis les Jeux olympiques d'Atlanta, en 1996. Il devance sur le podium Kenneth Bednarek (19 s 77) et Erriyon Knighton (19 s 80) pour ce qui constitue le deuxième triplé américain de l'histoire sur cette distance après Helsinki 2005.
Noah Lyles remporte son troisième titre mondial consécutif sur 200 m lors des championnats du monde 2023 à Budapest, s'imposant dans le temps de 19 s 52, devant Erriyon Knighton et Letsile Tebogo. Il se situe à une marche d'Usain Bolt, quadruple champion du monde sur cette distance.

### Palmarès
| Édition | Or                            | Argent                       | Bronze                      |
| ------- | ----------------------------- | ---------------------------- | --------------------------- |
| 1983    | Calvin Smith 20 s 14          | Elliott Quow 20 s 41         | Pietro Mennea 20 s 51       |
| 1987    | Calvin Smith 20 s 16          | Gilles Quénéhervé 20 s 16    | John Regis 20 s 18          |
| 1991    | Michael Johnson 20 s 01       | Frank Fredericks 20 s 34     | Atlee Mahorn 20 s 49        |
| 1993    | Frank Fredericks 19 s 85      | John Regis 19 s 94           | Carl Lewis 19 s 99          |
| 1995    | Michael Johnson 19 s 79       | Frank Fredericks 20 s 12     | Jeff Williams 20 s 18       |
| 1997    | Ato Boldon 20 s 04            | Frank Fredericks 20 s 23     | Claudinei da Silva 20 s 26  |
| 1999    | Maurice Greene 19 s 90        | Claudinei da Silva 20 s 00   | Francis Obikwelu 20 s 11    |
| 2001    | Konstantínos Kentéris 20 s 04 | Christopher Williams 20 s 20 | Kim Collins 20 s 20         |
| 2001    | Konstantínos Kentéris 20 s 04 | Christopher Williams 20 s 20 | Shawn Crawford 20 s 20      |
| 2003    | John Capel 20 s 30            | Darvis Patton 20 s 31        | Shingo Suetsugu 20 s 38     |
| 2005    | Justin Gatlin 20 s 04         | Wallace Spearmon 20 s 20     | John Capel 20 s 31          |
| 2007    | Tyson Gay 19 s 76             | Usain Bolt 19 s 91           | Wallace Spearmon 20 s 05    |
| 2009    | Usain Bolt 19 s 19            | Alonso Edward 19 s 81        | Wallace Spearmon 19 s 85    |
| 2011    | Usain Bolt 19 s 40            | Walter Dix 19 s 70           | Christophe Lemaitre 19 s 80 |
| 2013    | Usain Bolt 19 s 66            | Warren Weir 19 s 79          | Curtis Mitchell 20 s 04     |
| 2015    | Usain Bolt 19 s 55            | Justin Gatlin 19 s 74        | Anaso Jobodwana 19 s 87     |
| 2017    | Ramil Guliyev 20 s 09         | Wayde van Niekerk 20 s 11    | Jereem Richards 20 s 11     |
| 2019    | Noah Lyles 19 s 83            | Andre De Grasse 19 s 95      | Alex Quiñonez 19 s 98       |
| 2022    | Noah Lyles 19 s 31            | Kenneth Bednarek 19 s 77     | Erriyon Knighton 19 s 80    |
| 2023    | Noah Lyles 19 s 52            | Erriyon Knighton 19 s 75     | Letsile Tebogo 19 s 81      |

### Multiples médaillés
| Rang | Athlète            | Pays        | Période   | Or | Argent | Bronze | Total |
| ---- | ------------------ | ----------- | --------- | -- | ------ | ------ | ----- |
| 1    | Usain Bolt         | Jamaïque    | 2009–2015 | 4  | 1      | 0      | 5     |
| 2=   | Noah Lyles         | États-Unis  | 2019–2023 | 3  | 0      | 0      | 3     |
| 3=   | Calvin Smith       | États-Unis  | 1983–1987 | 2  | 0      | 0      | 2     |
| 3=   | Michael Johnson    | États-Unis  | 1995–1999 | 2  | 0      | 0      | 2     |
| 5    | Frank Fredericks   | Namibie     | 1991–1997 | 1  | 3      | 0      | 4     |
| 6    | Justin Gatlin      | États-Unis  | 2005–2017 | 1  | 1      | 0      | 2     |
| 7    | John Capel         | États-Unis  | 2003–2005 | 1  | 0      | 1      | 2     |
| 8    | Wallace Spearmon   | États-Unis  | 2005–2009 | 0  | 1      | 2      | 3     |
| 9=   | John Regis         | Royaume-Uni | 1987–1993 | 0  | 1      | 1      | 2     |
| 9=   | Claudinei da Silva | Brésil      | 1997–1999 | 0  | 1      | 1      | 2     |
| 9=   | Erriyon Knighton   | États-Unis  | 2022–2023 | 0  | 1      | 1      | 2     |

### Records des championnats
| Temps   | Athlète          | Lieu      | Date         | Record |
| ------- | ---------------- | --------- | ------------ | ------ |
| 20 s 95 | Frank Emmelmann  | Helsinki  | 12 août 1983 |        |
| 20 s 80 | Pietro Mennea    | Helsinki  | 12 août 1983 |        |
| 20 s 76 | Carlo Simionato  | Helsinki  | 12 août 1983 |        |
| 20 s 75 | Carlo Simionato  | Helsinki  | 12 août 1983 |        |
| 20 s 68 | Pietro Mennea    | Helsinki  | 12 août 1983 |        |
| 20 s 29 | Calvin Smith     | Helsinki  | 13 août 1983 |        |
| 20 s 14 | Calvin Smith     | Helsinki  | 14 août 1983 |        |
| 20 s 05 | Michael Johnson  | Tokyo     | 26 août 1991 |        |
| 20 s 01 | Michael Johnson  | Tokyo     | 27 août 1991 |        |
| 19 s 85 | Frank Fredericks | Stuttgart | 20 août 1993 | AR     |
| 19 s 79 | Michael Johnson  | Göteborg  | 11 août 1995 |        |
| 19 s 76 | Tyson Gay        | Osaka     | 30 août 2007 |        |
| 19 s 19 | Usain Bolt       | Berlin    | 20 août 2009 | WR     |

## Femmes

### Historique

#### 1983-1995
Lors des premiers championnats du monde 1983 à Helsinki, l'athlète de l'Allemagne de l'Est Marita Koch, alors championne olympique du 400 m à Moscou en 1980, remporte le titre mondial du 200m en 22 s 13, devançant la Jamaïcaine Merlene Ottey, bien revenue en 22 s 19. La Britannique Kathy Cook décroche quant à elle le bronze en 22 s 37.
Quatre ans plus tard à Rome, c'est une autre athlète de la RDA, Silke Gladisch, qui remporte le titre en 21 s 74, échouant à 3 centièmes de seconde du record du monde de l'époque. La deuxième place est attribuée à l'Américaine Florence Griffith-Joyner en 21 s 96, devant Merlene Ottey, qui monte pour la deuxième fois de sa carrière sur le podium mondial du 200 m en 22 s 06.
En 1991 à Tokyo, c'est encore une ancienne est-allemande, Katrin Krabbe, qui décroche le titre mondial pour l'Allemagne dans le temps de 22 s 09, et ce avec un fort vent défavorable de 2,4 m/s. Elle devance l'Américaine Gwen Torrence pour l'argent en 22 s 16 et Merlene Ottey pour le bronze en 22 s 21 .
En 1993 à Stuttgart, Merlene Ottey est enfin sacrée championne du monde en s'imposant en 21 s 98, non sans avoir peiné sur la fin, devançant de justesse Gwen Torrence, qui glane sa deuxième médaille d'argent d'affilée sur le distance en 22 s 00. Le podium est complété par la Russe Irina Privalova, troisième en 22 s 13.
Lors des championnats du monde de Goteborg en 1995, Gwen Torrence termine initialement première de la course en 21 s 77 (avec un vent défavorable de 2.2 m/s), mais peu après sa victoire, l'examen du ralenti révèle que l'Américaine a empiété sur le couloir intérieur dans le virage, ce qui est synonyme de disqualification. Ce déclassement profite à Merlene Ottey, qui conserve par conséquent son titre en 22 s 12 dans le même temps qu'Irina Privalova, deuxième. Cette dernière est accompagnée sur le podium de sa compatriote Galina Malchugina, troisième en 22 s 37.

#### 1997-2005

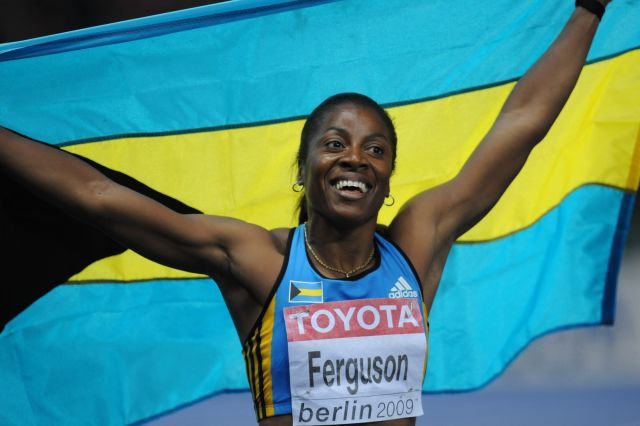
Debbie Ferguson, championne du monde en 2001.

En 1997 à Athènes, l'Ukrainienne Zhanna Pintusevitch s'impose dans le temps de 22 s 32 devant la Srilankaise Susantikha Jayasinghe (22 s 39) et Merlene Ottey (22 s 40), qui décroche sa sixième médaille planétaire consécutive sur cette distance (un record), la troisième en bronze.
Aux championnats du monde de Séville en 1999, l'Américaine Inger Miller s'impose largement dans l'excellent temps de 21 s 77, devant la Jamaïcaine Beverly McDonald en 22 s 22, la médaille de bronze revenant à deux athlètes, la Jamaïcaine Merlene Frazer et l'Allemande Andrea Phillip, toutes deux ex aequo en 22 s 26.
Aux Mondiaux d'Edmonton, la médaille d'or est rétroactivement attribuée à la Bahaméenne Debbie Ferguson à la suite de la disqualification pour dopage de l'Américaine Marion Jones. Une autre athlète américaine, Kelli White, est également déclassée pour dopage après avoir terminé initialement troisième de la course. La médaille d'argent revient par conséquent à sa compatriote LaTasha Jenkins en 22 s 85, devant la représentante des Iles Caïmans, Cydonie Mothersille, en 22 s 88.
Aux championnats de Paris en 2003, la médaille d'or retirée de Kelli White profite à la Russe Anastasia Kapachinskaya en 22 s 38 devant l'Américaine Torri Edwards en 22 s 47, la Française Muriel Hurtis remportant finalement le bronze en 22 s 59.
Lors des championnats du monde 2005, à Helsinki, l'Américaine Allyson Felix devient à dix-neuf ans la plus jeune championne du monde du 200 m. Elle remporte la finale dans le temps de 22 s 16 après avoir produit une accélération dans les cinquante derniers mètres, devançant sa compatriote Rachelle Boone-Smith et la Française Christine Arron (22 s 31) qui sont départagées au millième de seconde.

#### 2007-2015

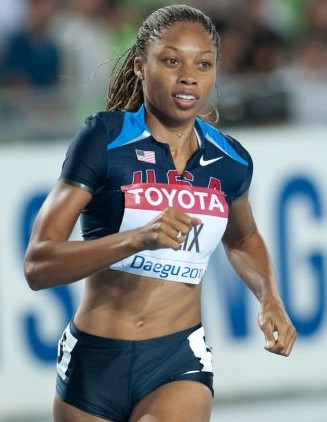
Allyson Felix remporte trois titres mondiaux consécutifs sur 200 m en 2005, 2007 et 2009.

Allyson Felix conserve son titre mondial sur 200 m aux Mondiaux d'Osaka, en 2007, en établissant la meilleure performance mondiale de la saison et un nouveau record personnel en 21 s 81, loin devant sa rivale Veronica Campbell (22 s 34) et Susanthika Jayasinghe (22 s 63), qui décroche le bronze après l'argent en 1997.
En 2009, lors des championnats du monde de Berlin, Allyson Felix devient la première athlète à remporter trois titres mondiaux sur 200 m. Elle s'impose dans le temps de 22 s 02, devant la championne olympique en titre Veronica Campbell (22 s 35) et Debbie Ferguson (22 s 41), championne du monde en 2001.
Après ses deux médailles d'argent consécutives, Veronica Campbell-Brown remporte enfin le titre du 200 m lors des championnats du monde 2011 à Daegu, où elle devance dans le temps de 22 s 22 l'Américaine Carmelita Jeter (22 s 37). La triple tenante du titre Allyson Felix se classe troisième de l'épreuve en 22 s 42.
Lors des championnats du monde 2013 à Moscou, la victoire revient à la Jamaïcaine Shelly-Ann Fraser-Pryce, déjà titrée sur 100 m quelques jours plus tôt. Elle s'impose dans le temps de 22 s 17, devançant sur le podium l'Ivoirienne Murielle Ahouré et la Nigériane Blessing Okagbare (22 s 32 toutes les deux). Allyson Felix, qui dispute sa cinquième finale mondiale consécutive sur 200 m, ne termine pas la course.
La Néerlandaise Dafne Schippers remporte le titre du 200 m lors des championnats du monde 2015 à Pékin. En finale, elle réalise le temps de 21 s 63, devenant la 3e femme la plus rapide du monde sur cette distance en établissant un nouveau record d'Europe, la meilleure performance mondiale de l'année et un nouveau record des championnats. Elle devance les deux Jamaïcaines Elaine Thompson (21 s 66, record personnel) et Veronica Campbell-Brown (21 s 97). La Britannique Dina Asher-Smith, cinquième de la course, établit un nouveau record national en 22 s 07. 

#### Depuis 2017
Aux championnats du monde 2017 à Londres, Dafne Schippers conserve son titre mondial en 22 s 05, devant l'Ivoirienne Marie-Josée Ta Lou (22 s 08, nouveau record national) et la Bahaméenne Shaunae Miller-Uibo (22 s 15).
Deux ans plus tard à Doha, le 200 m se déroule en l'absence de plusieurs favorites comme Shelly-Ann Fraser-Pryce, titrée en 2013, Marie-Josée Ta Lou, deuxième en 2017, ou encore la double tenante du titre Dafne Schippers, blessée. Profitant de cette occasion, Dina Asher-Smith signe un nouveau record de Grande-Bretagne en 21 s 88 pour s'emparer de son premier titre mondial, après sa médaille d'argent sur 100 m quelques jours plus tôt, devenant ainsi la première Britannique à décrocher une médaille d'or sur une épreuve de sprint aux Mondiaux. Le podium est complété par l'Américaine Brittany Brown, deuxième en 22 s 22, et la Suissesse Mujinga Kambundji, troisième en 22 s 51.
Le 200 m féminin des championnats du monde 2022, à Eugene, est remporté par la Jamaïcaine Shericka Jackson qui devient la deuxième performeuse de tous les temps lors de la finale en s'imposant en 21 s 45 (+0,6 m/s), derrière le record du monde de Florence Griffith-Joyner. Elle établit par ailleurs le record des championnats du monde, un nouveau record national, et la meilleure performance mondiale de l'année. Shelly-Ann Fraser-Pryce, titrée quelques jours plus tôt sur 100 m, décroche la médaille d'argent en 21 s 81 et la Britannique Dina Asher-Smith la médaille de bronze en 22 s 02. Elaine Thompson-Herah, championne olympique en titre, termine à la 7e place.

### Palmarès
| Édition | Or                               | Argent                           | Bronze                           |
| ------- | -------------------------------- | -------------------------------- | -------------------------------- |
| 1983    | Marita Koch 22 s 13              | Merlene Ottey 22 s 19            | Kathy Cook 22 s 37               |
| 1987    | Silke Gladisch-Möller 21 s 74    | Florence Griffith-Joyner 21 s 96 | Merlene Ottey 22 s 06            |
| 1991    | Katrin Krabbe 22 s 09            | Gwen Torrence 22 s 16            | Merlene Ottey 22 s 21            |
| 1993    | Merlene Ottey 21 s 98            | Gwen Torrence 22 s 00            | Irina Privalova 22 s 13          |
| 1995    | Merlene Ottey 22 s 12            | Irina Privalova 22 s 12          | Galina Malchugina 22 s 37        |
| 1997    | Zhanna Pintusevich 22 s 32       | Susanthika Jayasinghe 22 s 39    | Merlene Ottey 22 s 40            |
| 1999    | Inger Miller 21 s 77             | Beverly McDonald 22 s 22         | Merlene Frazer 22 s 26           |
| 1999    | Inger Miller 21 s 77             | Beverly McDonald 22 s 22         | Andrea Philipp 22 s 26           |
| 2001    | Debbie Ferguson-McKenzie 22 s 52 | LaTasha Jenkins 22 s 85          | Cydonie Mothersille 22 s 88      |
| 2003    | Anastasiya Kapachinskaya 22 s 38 | Torri Edwards 22 s 47            | Muriel Hurtis 22 s 59            |
| 2005    | Allyson Felix 22 s 16            | Rachelle Boone-Smith 22 s 31     | Christine Arron 22 s 31          |
| 2007    | Allyson Felix 21 s 81            | Veronica Campbell 22 s 34        | Susanthika Jayasinghe 22 s 63    |
| 2009    | Allyson Felix 22 s 02            | Veronica Campbell-Brown 22 s 35  | Debbie Ferguson-McKenzie 22 s 41 |
| 2011    | Veronica Campbell-Brown 22 s 22  | Carmelita Jeter 22 s 37          | Allyson Felix 22 s 42            |
| 2013    | Shelly-Ann Fraser-Pryce 22 s 17  | Murielle Ahouré 22 s 32          | Blessing Okagbare 22 s 32        |
| 2015    | Dafne Schippers 21 s 63          | Elaine Thompson 21 s 66          | Veronica Campbell-Brown 21 s 97  |
| 2017    | Dafne Schippers 22 s 05          | Marie-Josée Ta Lou 22 s 08       | Shaunae Miller-Uibo 22 s 15      |
| 2019    | Dina Asher-Smith 21 s 88         | Brittany Brown 22 s 22           | Mujinga Kambundji 22 s 51        |
| 2022    | Shericka Jackson 21 s 45         | Shelly-Ann Fraser-Pryce 21 s 81  | Dina Asher-Smith 22 s 02         |
| 2023    | Shericka Jackson 21 s 41         | Gabrielle Thomas 21 s 81         | Sha'Carri Richardson 21 s 92     |

### Multiples médaillées
| Rang | Athlète                 | Pays       | Période   | Or | Argent | Bronze | Total |
| ---- | ----------------------- | ---------- | --------- | -- | ------ | ------ | ----- |
| 1    | Allyson Felix           | États-Unis | 2005–2011 | 3  | 0      | 1      | 4     |
| 2    | Merlene Ottey           | Jamaïque   | 1983–1997 | 2  | 1      | 3      | 6     |
| 3=   | Dafne Schippers         | Pays-Bas   | 2015–2017 | 2  | 0      | 0      | 2     |
| 3=   | Shericka Jackson        | Jamaïque   | 2022-2023 | 2  | 0      | 0      | 2     |
| 4    | Veronica Campbell-Brown | Jamaïque   | 2007–2015 | 1  | 2      | 1      | 4     |
| 5    | Shelly-Ann Fraser-Pryce | Jamaïque   | 2013–2022 | 1  | 1      | 0      | 2     |
| 6    | Debbie Ferguson         | Bahamas    | 2001–2009 | 1  | 0      | 1      | 2     |
| 7    | Gwen Torrence           | États-Unis | 1991–1993 | 0  | 2      | 0      | 2     |
| 8=   | Irina Privalova         | Russie     | 1993–1995 | 0  | 1      | 1      | 2     |
| 8=   | Susanthika Jayasinghe   | Sri Lanka  | 1997–2007 | 0  | 1      | 1      | 2     |

### Records des championnats
| Temps   | Athlète                  | Lieu     | Date             | Record |
| ------- | ------------------------ | -------- | ---------------- | ------ |
| 23 s 34 | Joan Baptiste            | Helsinki | 12 août 1983     |        |
| 23 s 05 | Florence Griffith-Joyner | Helsinki | 12 août 1983     |        |
| 23 s 01 | Randy Givens             | Helsinki | 12 août 1983     |        |
| 22 s 78 | Kathy Cook               | Helsinki | 12 août 1983     |        |
| 22 s 38 | Merlene Ottey            | Helsinki | 12 août 1983     |        |
| 22 s 13 | Marita Koch              | Helsinki | 14 août 1983     |        |
| 21 s 74 | Silke Möller-Gladisch    | Rome     | 3 septembre 1987 |        |
| 21 s 63 | Dafne Schippers          | Pékin    | 28 août 2015     | AR     |
| 21 s 45 | Shericka Jackson         | Eugene   | 21 juillet 2022  |        |
| 21 s 41 | Shericka Jackson         | Budapest | 25 août 2023     |        |